# Neuburg an der Kammel
Neuburg an der Kammel (ufficialmente Neuburg a.d.Kammel) è un comune tedesco di 3 143 abitanti, situato nel land della Baviera.

## Frazioni
| - Edelstetten - Erisweiler (Einöde) - Halbertshofen - Höselhurst - Langenhaslach | - Marbach (Einöde) - Naichen - Neuburg an der Kammel (Markt) - Wattenweiler |